# Stomatotachina porteri
Stomatotachina porteri là một loài ruồi trong họ Tachinidae.